# フェデ・サン・エメテリオ
フェデリコ・"フェデ"・サン・エメテリオ・ディアス（Federico "Fede" San Emeterio Díaz, 1997年3月16日 - ）は、スペイン・カンタブリア州シエラ・デ・イビオ出身のサッカー選手。ラ・リーガ・カディスCF所属。ポジションはMF。

## 来歴
10歳の時にラシン・サンタンデールのカンテラに入団。2013-14シーズンにトップチームに登録され、2014年1月14日にコパ・デル・レイのUDアルメリア戦でプロデビュー。同シーズンはセグンダ・ディビシオンBで優勝。翌2014-15シーズンはセグンダ・ディビシオンで34試合に出場するも、チームは最下位に終わり、2015-16シーズンは再びセグンダBでのプレー。2015年10月4日のスポルティング・デ・ヒホンB戦で、プロ初ゴールを決めた。
2016年8月16日、セビージャFC傘下のセビージャ・アトレティコと3年契約を締結。2シーズンで5ゴールを決めた。
2018年8月16日、レアル・バリャドリードと3年契約を締結し、2018-19シーズンはグラナダCFでローン移籍でプレーすることが決定。同シーズンはセグンダで36試合2得点を記録し、グラナダのラ・リーガ復帰に貢献。2019-20シーズンより正式にバリャドリードに加入。2019年8月25日のレアル・マドリード戦で、念願のラ・リーガ初出場を果たした。
2022年1月6日、買い取りオプション付きのハーフシーズンの契約でカディスCFへレンタル移籍をした。2021-22シーズン終了後、カディスが買い取りオプションを行使し、サン・エメテリオと4年契約を結んだ。

## 家族
双子の兄弟のボルハ・サン・エメテリオもサッカー選手で、カンテラ時代まで共に過ごし、現在はCDルーゴからのローン移籍でCDアトレティコ・バレアレスでプレーしている。